# Burchard von Warberg

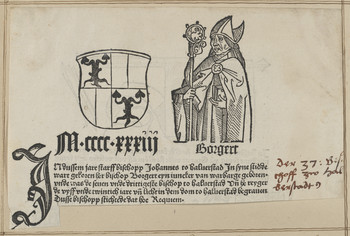
Bischof Burchard (Holzschnitt von 1492)

Burchard III. von Warberg (* vor 1415; † 1458) war ein deutscher Domherr, Propst und Bischof.

## Leben
Burchard III. von Warberg entstammte der Familie der Edelherren von Warberg. Er studierte Recht in Bologna. In Magdeburg war er ab 1415, in Halberstadt von 1417 bis 1419 und in Hildesheim ab 1425 Domherr. 1429 wurde er Propst des Stifts Walbeck und 1430 Dompropst in Magdeburg.
Von 1437 bis zu seinem Tod amtierte Warberg als Bischof des Bistums Halberstadt. Im Verlauf seiner Regierungszeit kam es zu kriegerischen Auseinandersetzungen mit den Grafen von Hohnstein (1437–1439). Burchard versuchte mehrmals, Bündnisse mit anderen Städten, unter anderem mit Magdeburg, Halberstadt, Quedlinburg, Aschersleben und Goslar, zu schließen, 1443 sogar mit 30 Hansestädten auf drei Jahre. Geldnöte führten dazu, dass Burchard nicht nur die Juden aus Halberstadt finanziell bedrängte, sondern auch 1457 das Gericht an die Stadt Halberstadt verpfändete.